# Benzoylbromid
Benzoylbromid ist eine chemische Verbindung aus der Gruppe der Benzoesäurederivate.

## Gewinnung und Darstellung
Benzoylbromid kann durch Reaktion von Benzoylchlorid mit Bromtrimethylsilan gewonnen werden.

## Eigenschaften
Benzoylbromid ist eine dunkelbraune Flüssigkeit. Die Verbindung löst verschiedene Metallbromide unter elektrolytischer Dissoziation. Entwässerungen von Metallbromidhydraten sind mit Benzoylbromid möglich.

## Verwendung
Benzoylbromid ist ein vielseitiges Reagenz zur Benzoylierung von Ethern. So lassen sich bei der Synthese von Kohlenhydraten als Ether (insbesondere Benzylether) geschützte Hydroxygruppen unter milden Bedingungen in einer Eintopfreaktion mit Benzoylbromid und Zinktriflat in die entsprechenden Benzoate überführen.